# Улотрихальні
Улотрихальні (Ulotrichales) — порядок водоростей класу ульвофіцієві. Серед представників морські та прісноводні водорості, що мають нитчастий і гетеротрихальний тип структури. Як спорофіт — диплоїдна одноклітинна рослина Codiolum.
Представники порядку мають гаплодиплофазний життєвий цикл з гетероморфною зміною поколінь. В клітинних оболонках велика кількість пектинових речовин, завдяки чому вони можуть ослизнюватися. Монадні клітини голі, хоча на плазмалемі наявний шар дуже дрібних органічних лусочок. Зооспори переважно чотириджгутикові. Гамети дводжгутикові.
За інформацією бази даних AlgaeBase порядок містить 6 родин і 185 описаних видів